# Kynne älv
Kynne älv  är en älv i sydöstra Norge, Dalsland samt Bohuslän. Älvens längd är cirka 70 kilometer och har sitt källområde i Haldens kommun i sydöstra Norge. Det svenska loppet går mellan Kornsjöarna och Södra Bullaresjön.
Avrinningen till havet, Idefjorden, går via Bullaresjöarna och Enningdalsälven.
Kynne älv ingår i Enningdalsälvens avrinningsområde. 